# Striga micrantha
Striga micrantha är en snyltrotsväxtart som beskrevs av Achille Richard. Striga micrantha ingår i släktet Striga och familjen snyltrotsväxter. Inga underarter finns listade i Catalogue of Life.